# Turniej o Puchar Rybnickiego Okręgu Węglowego 1987
Puchar Rybnickiego Okręgu Węglowego 1987 – zawody żużlowe, mające na celu wyłonienie zwycięzcy turnieju o Puchar ROW. Zawody w 1987 roku wygrał Piotr Pawlicki.

## Finał
- Rybnik, 11 października 1987
- Sędzia: Józef Musiał

| Msc. | Zawodnik              | Klub         | Pkt  |               |  |
| ---- | --------------------- | ------------ | ---- | ------------- |  |
| 1    | Piotr Pawlicki        | Leszno       | 29+5 | (5,5,5,4,5,5) |  |
| 2    | Antoni Skupień        | Rybnik       | 20+4 | (4,4,3,3,3,3) |  |
| 3    | Eugeniusz Skupień     | Rybnik       | 25+3 | (5,5,4,1,5,5) |  |
| ?    | Jan Krzystyniak       | Leszno       | 25+? | (4,3,5,5,4,4) |  |
| ?    | Stanisław Miedziński  | Toruń        | 22+? | (4,4,3,4,3,4) |  |
| ?    | Eugeniusz Miastkowski | Toruń        | 19+? | (2,5,2,5,4,1) |  |
| 7    | Piotr Pyszny          | Rybnik       | 10+5 | (5,5,0,0)     |  |
| 8    | Mirosław Korbel       | Rybnik       | 16+4 | (5,3,1,3,2,2) |  |
| 9    | Grzegorz Kuźniar      | Rzeszów      | 11+3 | (2,1,5,2,1,0) |  |
| 10   | Bronisław Klimowicz   | Rybnik       | 14+2 | (2,3,4,2,1,2) |  |
| 11   | Henryk Bem            | Rybnik       | 16+1 | (4,4,5,0,0,3) |  |
| 12   | Jacek Gomólski        | Gniezno      | 12+0 | (1,4,4,1,2,0) |  |
| 13   | Franciszek Jaziewicz  | Ostrów Wlkp. | 9    | (3,2,4)       |  |
| 14   | Jacek Brucheiser      | Ostrów Wlkp. | 8    | (3,3,2)       |  |
| 15   | Adam Pawliczek        | Rybnik       | 7    | (2,2,3)       |  |
| 16   | Janusz Sikoń          | Rybnik       | 7    | (3,2,2)       |  |
| 17   | Jarosław Glinka       | Zielona Góra | 4    | (1,0,3)       |  |
| 18   | Krzysztof Grzelak     | Gorzów Wlkp. | 4    | (1,2,1)       |  |
| 19   | Henryk Piekarski      | Wrocław      | 3    | (3,0,0)       |  |
| 20   | Tomasz Gałeczka       | Rybnik       | 3    | (0,1,2)       |  |
| 21   | Piotr Podrzycki       | Gniezno      | 3    | (1,1,1)       |  |
| 22   | Bogdan Ciupak         | Rzeszów      | 1    | (0,1,0)       |  |
| 23   | Andrzej Musiolik      | Rybnik       | 0    | (0,0,u)       |  |
| 24   | Leon Kujawski         | Gniezno      | 0    | (0,0,0)       |  |
|      | rez. Dariusz Fliegert | Rybnik       |      | (1,1)         |  |